# Die Kartenschlägerin
Die Kartenschlägerin är en operett i en akt med musik av Franz von Suppé och som librettist står endast initialerna "N.N.". Den hade premiär den 26 april 1862 i Wien.
Franz von Suppés andra operett skrevs ursprungligen för Theater an der Wien men teatern gick i konkurs strax före premiären och Suppé fick omarbeta verket för Theater am Franz-Josefs-Kai då det inte fanns någon lämplig sångare för titelrollen. Denna omarbetning var säkert inte den enda anledningen till att operetten misslyckades. Även librettot kritiserades för att "vara lika osannolikt och meningslöst som de flesta av Offenbachs men dessutom sakna det pikanta, intressanta eller åtminstone något roligt och bra". Musiken upplevdes som "alltför tung för husets krafter". Efter endast tre föreställningar försvann verket från repertoaren. Till en senare uppsättning i Graz omarbetade Suppé operetten, som då fick titeln Pique Dame. Den första versionen, av vilken det inte längre existerar några källor, ändrades uppenbarligen så mycket att den inte längre kan rekonstrueras idag.